# Phyllopsora longiuscula
Phyllopsora longiuscula är en lavart som först beskrevs av William Nylander och som fick sitt nu gällande namn av Alexander Zahlbruckner. 
Phyllopsora longiuscula ingår i släktet Phyllopsora och familjen Ramalinaceae. Inga underarter finns listade i Catalogue of Life.